# Корнет, Линда
Линда Анн Корнет (нидерл. Lynda Ann Cornet; род. 26 января 1962, Лейден, Южная Голландия) — голландская гребчиха, выступавшая за сборную Нидерландов по академической гребле в первой половине 1980-х годов. Бронзовая призёрка летних Олимпийских игр в Лос-Анджелесе, победительница и призёрка многих регат национального значения.

## Биография
Линда Корнет родилась 26 января 1962 года в городе Лейден провинции Южная Голландия. Занималась академической греблей в Харлеме в местном клубе Het Spaarne.
Дебютировала в гребле на международной арене в сезоне 1980 года, когда вошла в состав голландской национальной сборной и выступила на юниорском мировом первенстве в Хазевинкеле, где в зачёте распашных рулевых четвёрок финишировала пятой.
В 1983 году стартовала в безрульных двойках на взрослом чемпионате мира в Дуйсбурге, сумела квалифицироваться здесь лишь в утешительный финал B и расположилась в итоговом протоколе соревнований на восьмой строке.
Наибольшего успеха в своей спортивной карьере добилась в 1984 году, когда в составе гребной команды Нидерландов удостоилась права защищать честь страны на летних Олимпийских играх в Лос-Анджелесе. В составе экипажа, куда также вошли гребчихи Грет Хеллеманс, Николетте Хеллеманс, Марике ван Дрогенбрук, Харрит ван Эттековен, Каталин Нелиссен, Анне-Мари Квист, Вильон Вандрагер и рулевая Марти Лаурейсен, в финале восьмёрок пришла к финишу третьей позади экипажей из Соединённых Штатов и Румынии — тем самым завоевала бронзовую олимпийскую медаль. Также стартовала в Лос-Анджелесе в безрульных двойках, но здесь попасть в число призёров не смогла — оказалась на финише четвёртой.
После лос-анджелесской Олимпиады Корнет больше не показывала сколько-нибудь значимых результатов в академической гребле на международном уровне.